# Marian Malina

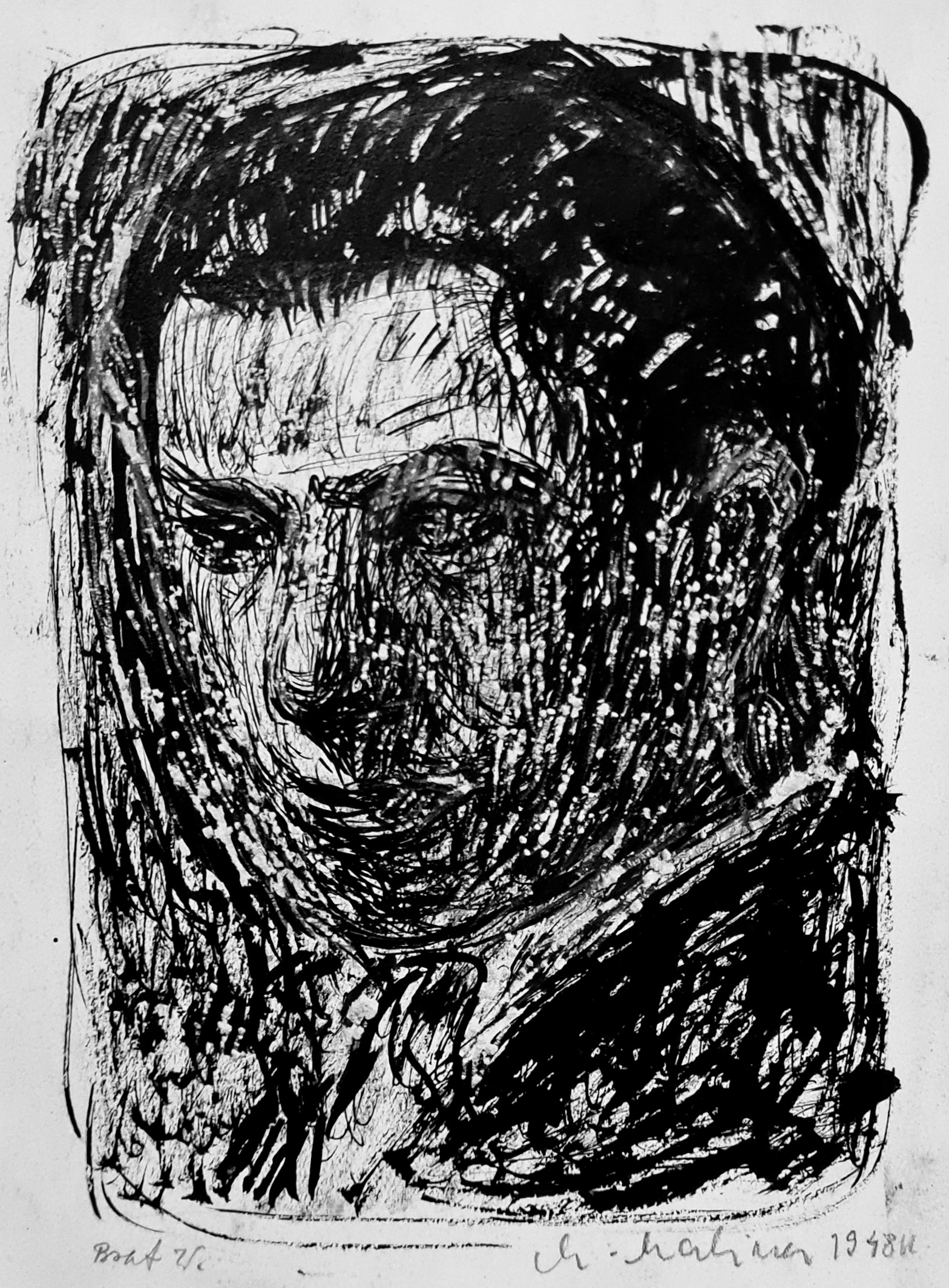
Portret brata Władysława, rysunek tuszem na papierze, 1948 rok.

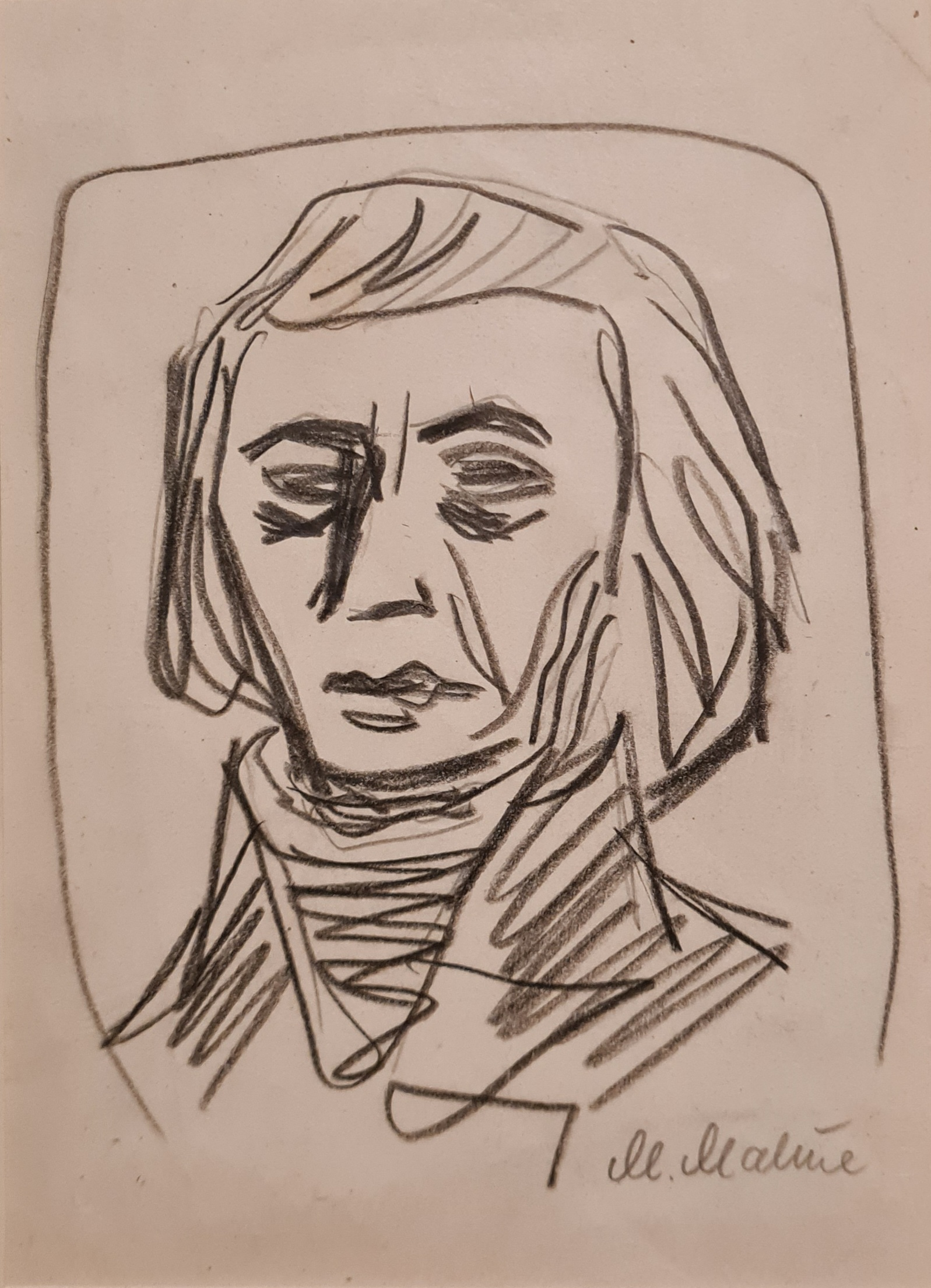
Portret Adama Mickiewicza, rysunek ołówkiem na papierze.

Marian Malina (ur. 28 lipca 1922 w Sosnowcu, zm. 28 lipca 1985 tamże) – malarz i grafik, pracował głównie w drzeworycie, monotypii i opracowanej przez siebie technice cellografii.

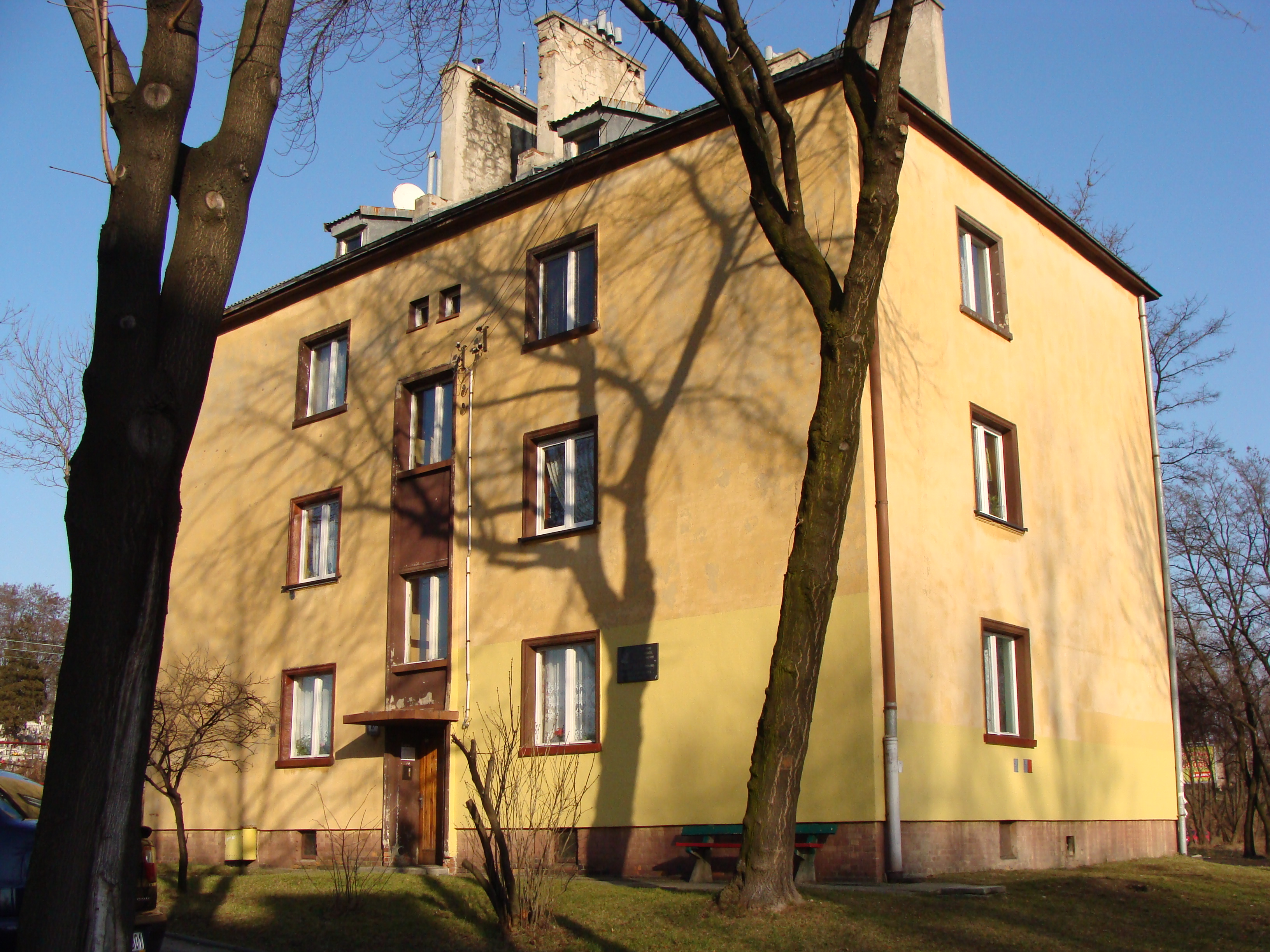
Dom, w którym mieszkał i tworzył Marian Malina

Urodził się 28 lipca 1922 r. w Sosnowcu, w rodzinie Waleriana i Marii z Chwisteckich. Po ukończeniu szkoły podstawowej, w latach 1936–1939 uczył się w prywatnym Gimnazjum Przemysłu Artystycznego w Sosnowcu. Po wojnie, w latach 1945–1948, studiował w krakowskiej ASP pod kierunkiem Jerzego Fedkowicza, Konrada Srzednickiego i Andrzeja Jurkiewicza. Następnie podjął pracę w macierzystej uczelni w pracowni rysunku wieczornego i w Pracowni Litografii prof. Konrada Srzednickiego, którego asystentem był do 1953. Kontynuował pracę pedagogiczną na Wydziale Grafiki do 1962. Zajmował się grafiką (głównie w technikach drzeworytu i linorytu oraz we własnej technice cellografii – odbitki z matrycy celuloidowej) oraz malarstwem. Był współzałożycielem grupy „Zagłębie”, członkiem grupy MARG (od 1957) oraz Międzynarodowego Stowarzyszenia Drzeworytników XYLON w Szwajcarii, a także Komitetu Narodowego AIAP. 
Pierwszą indywidualną wystawę Marian Malina miał w 1955 roku w Katowicach. Drugą w tym samym miejscu, w roku 1960. Wystawy indywidualne za granicą odbyły się w Pradze, Bratysławie, Budapeszcie, Sofii, Wiedniu. Wystawiał na wszystkich edycjach Krajowego, a od 1966 Międzynarodowego Biennale Grafiki w Krakowie (1960–1976), podobnie – w kolejnych edycjach Sympozjum „Złotego Grona” w Zielonej Górze (1965–1979) oraz na wielu wystawach indywidualnych i zbiorowych. W czerwcu 1962 roku warszawska Zachęta zorganizowała wystawę grafiki Mariana Maliny. Jednocześnie Hedda Bartoszek donosiła w „Nowej Kulturze” (27/1962), że sytuacja artysty jest bardzo trudna, ponieważ po zwolnieniu go z pracy w krakowskiej ASP stracił zarówno wynagrodzenie, jak i mieszkanie. Do ojca hutnika w Sosnowcu nie może się wprowadzić, bo w jednej izbie mieszka tam pięć osób. I że może sekretarz PZPR jakoś by mu pomógł, chociaż wiadomo, że "mieszkań nie przydziela partia, tylko kwaterunek".
Zdobył nagrody i wyróżnienia w konkursach olimpijskich 1948, 1952, 1956, nagrodę i medal na I Międzynarodowej Wystawie Drzeworytów, Bańska Bystrzyca 1972. Jego prace są reprezentowane w wielu liczących się kolekcjach muzealnych i gabinetach grafiki w kraju i za granicą.
Marian Malina mieszkał i tworzył w swoim mieszkaniu na terenie sosnowieckiego osiedla Walcownia.